# Никола Константинов
 Тази статия е за политика от Прогресивната партия.  За македонския деец вижте Никола Константинов (общественик).  
Никола Христов Константинов е български политик от Прогресивнолибералната партия.

## Биография
Роден е на 7 август 1862 година в град Русе. През 1893 година завършва право във Висшето училище. През 1902 година за кратко е назначен за министър на обществените сгради, пътищата и съобщенията. От 1919 до 1923 година е директор по преките данъци. Написва редица икономически и стопанско-исторически изследвания.